# Sala Kirschner
Pour les articles homonymes, voir Kirschner.
Sala Kirschner, née Garncarz le 5 mars 1924 à Sosnowiec (Pologne) et morte le 7 mars 2018 à Manhattan (États-Unis), est une survivante de la Shoah, connue pour les lettres qu'elle écrivit pendant son internement dans sept camps de travaux forcés différents, lettres publiées par sa fille en 2006.

## Biographie
Élevée à Sosnowiec, Sala Kirschner est la plus jeune des onze enfants de Joseph, un rabbin et professeur d'hébreu et de sa femme, Chana Feldman. Trois membres de sa fratrie meurent avant la guerre. Elle est l'une des premières filles à avoir intégré une école du mouvement Bais Yaakov de Sarah Schenirer. Plusieurs membres de sa famille vivent dans le même immeuble.
Le jour où sa sœur Raizel reçoit l'ordre de se rendre à la gare pour être envoyée dans un camp de travail, Sala Kirschner décide de prendre sa place. De là, elle est envoyée au camp de Geppersdorf (aujourd'hui Rzędziwojowice) où elle coupe des pommes de terre et coud des svastikas sur des uniformes allemands. Elle reçoit également un petit salaire les premiers mois.
Pendant deux ans, sa sœur lui envoie des nouvelles de sa famille jusqu'en août 1942, mois où Sosnowiec est vidée de ses habitants juifs qui sont déportés à Auschwitz. Toute la famille Kirschner y est envoyée sauf Raizel et une autre de ses sœurs, Blima, qui sont envoyées dans un camp de travail. De ces différents camps, les trois sœurs continuent de s'envoyer des lettres malgré la censure. Pour pouvoir conserver ces lettres, elles les cachent dans des niches ou les enterrent car elles risquent d'être battues si elles sont découvertes.
Pendant la guerre, Sala Kirschner écrit plus de 350 lettres — en yiddish, polonais et allemand — à ses amis et sa famille, dans lesquelles elle raconte la vie d'une famille juive dans sa ville natale de Sosnowiec. Parmi ces lettres, 28 viennent d'Ala Gertner, elle aussi originaire de Sosnoview et pendue à Auschwitz en 1944 pour avoir dirigé la révolte des Sonderkommandos. Certains sont tamponnées du Z indiquant qu'elles ont été écrites dans un camp et censurées par les nazis avant leur envoi. La correspondance couvre une période allant de 1940 à 1946 mais est à sens unique : toutes les lettres envoyées par Sala Kirschner elle-même ont été perdues.[pas clair]
Elle passera près de cinq ans en tant que prisonnière de sept camps différents. Elle est libérée par l'Armée rouge en mai 1945 et retourne à pied à Sosnowiec. Lorsqu'elle frappe à la porte de l'appartement de sa sœur Laya Dina, elle découvre toutes ses possessions en place mais que sa famille n'est plus et que l'appartement est occupé par un parfait étranger. C'est cet événement qui lui fait prendre conscience que toute sa famille est morte dans les camps — sauf deux de ses sœurs, soignées en Suède, comme elle le découvrira plus tard.
En septembre 1945 à Ansbach en Allemagne, elle rencontre Sydney Kirschner, un GI américain durant les célébrations de Roch Hachana, le nouvel an juif. Ils se marient deux mois plus tard et repartent aux États-Unis, quatre mois plus tard. Le couple s'installe à Monsey dans l'État de New York et a trois enfants. Sala Kirschner ne raconte pas à ses enfants ses années de guerre pour ne pas leur imposer ses propres « fardeaux ».
Elle meurt d'une crise cardiaque le 7 mars 2018 chez sa fille à Manhattan. Elle avait 94 ans. Lui survivent son époux, deux de ses enfants ainsi que huit petits-enfants et huit arrière-petits-enfants.

## Sala's Gift
En 1991, elle donne ces lettres à sa fille, Ann Kirschner (en), professeure à l'Université d'État de New York, quelques jours avant de subir un triple pontage et parle pour la première fois à ses enfants de ses années de guerre. En 2006, elles font l'objet d'une exposition à la New York Public Library et sont éditées sous la forme d'un livre par Ann sous le titre Sala's Gift. Il est traduit en six langues dont le mandarin et le tchèque.
En 2013, le livre est adapté sous forme de pièce de théâtre par Arlene Hutton sous le titre Letters to Sala.

### Ouvrage
- (en) Ann Kirschner, Sala's Gift : My Mother's Holocaust Story, Simon and Schuster, 7 novembre 2006, 304 p. (ISBN 978-1-4165-4258-2, lire en ligne)